# Albo d'oro del campionato croato di calcio
La pagina elenca le squadre vincitrici del massimo livello del campionato croato di calcio.

## Albo d'oro

### Fino al 1991
| Anno        | Nome di stato | Vincitore | Secondo posto | Terzo posto (semifinalista) | Note |
| 1912-13     | Regno di Croazia e Slavonia | HAŠK Zagabria | Concordia Zagabria | Građanski Zagabria | 6 squadre partecipanti. Campionato interrotto alla 7ª delle 10 giornate previste. |
| 1913-14     | Regno di Croazia e Slavonia | non assegnato | | | Campionato interrotto a causa dello scoppio della prima guerra mondiale |
| 1914 - 1918 | Prima guerra mondiale | Prima guerra mondiale | Prima guerra mondiale | Prima guerra mondiale | Prima guerra mondiale |
| 1918-1939   | Le squadre croate militavano nel campionato del Regno di Jugoslavia. Calcisticamente la Croazia era divisa fra le sottofederazioni di Zagabria, Spalato ed Osijek | Le squadre croate militavano nel campionato del Regno di Jugoslavia. Calcisticamente la Croazia era divisa fra le sottofederazioni di Zagabria, Spalato ed Osijek | Le squadre croate militavano nel campionato del Regno di Jugoslavia. Calcisticamente la Croazia era divisa fra le sottofederazioni di Zagabria, Spalato ed Osijek | Le squadre croate militavano nel campionato del Regno di Jugoslavia. Calcisticamente la Croazia era divisa fra le sottofederazioni di Zagabria, Spalato ed Osijek | Le squadre croate militavano nel campionato del Regno di Jugoslavia. Calcisticamente la Croazia era divisa fra le sottofederazioni di Zagabria, Spalato ed Osijek |
| 1939-40     | Banovina di Croazia | Građanski Zagabria | HAŠK Zagabria | Hajduk Spalato | 10 squadre partecipanti (9 dalla Croazia ed 1 dalla Slovenia, classificatasi ultima). Girone unico con partite di andata e ritorno (18 giornate complessive). |
| 1940-41     | Banovina di Croazia | Hajduk Spalato | Građanski Zagabria | Concordia Zagabria | 10 squadre partecipanti. Girone unico con partite di andata e ritorno (18 giornate complessive). |
| 1941        | NDH | Građanski Zagabria | Concordia Zagabria | Željezničar Zagabria | 9 squadre partecipanti. Concluse 8 delle 18 giornate previste. Campionato interrotto per via degli scontri bellici in atto. |
| 1942        | NDH | Concordia Zagabria | Građanski Zagabria | SAŠK Hajduk Osijek | Prima fase suddivisa in quattro gironi regionali. I vincitori di ciascun girone accedono alle semifinali da cui risultano le due finaliste del campionato. |
| 1943        | NDH | Građanski Zagabria | HAŠK Zagabria | Concordia Zagabria | Prima fase di gironi regionali: 3 squadre di Zagabria e una di Osijek si qualificano direttamente per la terza fase, mentre le altre vincitrici dei gruppi accedono alla seconda fase. Seconda fase con quattro gironi; si qualificano le prime. Nelle terza fase scontri diretti tra le 8 squadre qualificate (4 dalla seconda fase assieme alle 4 che sono passate direttamente dalla prima fase). Le rimanenti 4 si scontrano in un girone finale con partite di andata e ritorno.                                                                                      |
| 1944        | NDH | non assegnato | | | Campionato non concluso. Nella prima fase: gironi regionali. Nella seconda fase: girone unico con le migliori squadre zagrebesi della prima fase; le vincitrici degli altri gironi regionali giocano invece degli scontri diretti a eliminazione. Nella finale si sarebbero dovuti incontrate il HAŠK di Zagabria e il SAŠK di Sarajevo, ma la partita non venne disputata per via degli scontri bellici in corso. La Lega calcistica croata assegnò il titolo al HAŠK, ma nel 1945 revocò la decisione lasciando non assegnato il titolo di campione della stagione 1944. |
| 1945        | RS Croazia | Hajduk Spalato | Reprezentacija Zagreba | | Primo campionato dello Stato Federale di Croazia disputatosi dal 12 al 19 agosto 1945. Nella finale giocatasi il 19 agosto l'Hajduk ha vinto 2 a 1 contro la squadra rappresentativa di Zagabria |
| 1946        | RS Croazia | Hajduk Spalato | Dinamo Zagabria | Lokomotiva Zagabria | Prima di questo campionato si sono giocati dei campionati regionali di qualificazione. Le 8 migliori si sono sfidate in un girone unico con partite di andata e ritorno (14 giornate complessive). Le migliori di questo campionato hanno poi giocato nel campionato jugoslavo. |
| 1946-1991   | Le squadre croate militavano nel campionato della RS Jugoslavia. La massima serie croata era la Hrvatska republička liga (terza divisione).                       | Le squadre croate militavano nel campionato della RS Jugoslavia. La massima serie croata era la Hrvatska republička liga (terza divisione).                       | Le squadre croate militavano nel campionato della RS Jugoslavia. La massima serie croata era la Hrvatska republička liga (terza divisione).                       | Le squadre croate militavano nel campionato della RS Jugoslavia. La massima serie croata era la Hrvatska republička liga (terza divisione).                       | Le squadre croate militavano nel campionato della RS Jugoslavia. La massima serie croata era la Hrvatska republička liga (terza divisione). |
| 1991        | Croazia | Inker Zaprešić | HAŠK Građanski | Rijeka | Campionato non ufficiale disputato nell'autunno 1991. Venne intitolato Slobodna Hrvatska (Croazia libera). |

### Repubblica di Croazia
| Anno      | Vincitore        | Secondo posto       | Terzo posto          | Capocannoniere | Capocannoniere                                               | Capocannoniere                        | Capocannoniere       |
| Anno      | Vincitore        | Secondo posto       | Terzo posto          | Reti           | Naz.                                                         | Giocatore                             | Squadra              |
| --------- | ---------------- | ------------------- | -------------------- | -------------- | ------------------------------------------------------------ | ------------------------------------- | -------------------- |
| 1992      | Hajduk Spalato   | NK Zagabria         | Osijek               | 12             | Croazia (bandiera)                                           | Ardian Kozniku                        | Hajduk               |
| 1992-1993 | Croazia Zagabria | Hajduk Spalato      | NK Zagabria          | 23             | Croazia (bandiera)                                           | Goran Vlaović                         | Croazia Zagabria     |
| 1993-1994 | Hajduk Spalato   | NK Zagabria         | Croazia Zagabria     | 29             | Croazia (bandiera)                                           | Goran Vlaović                         | Croazia Zagabria     |
| 1994-1995 | Hajduk Spalato   | Croazia Zagabria    | Osijek               | 23             | Croazia (bandiera)                                           | Robert Špehar                         | Osijek               |
| 1995-1996 | Croazia Zagabria | Hajduk Spalato      | Varteks Varaždin     | 19             | Croazia (bandiera)                                           | Igor Cvitanović                       | Croazia Zagabria     |
| 1996-1997 | Croazia Zagabria | Hajduk Spalato      | Hrvatski Dragovoljac | 20             | Croazia (bandiera)                                           | Igor Cvitanović                       | Croazia Zagabria     |
| 1997-1998 | Croazia Zagabria | Hajduk Spalato      | Osijek               | 18             | Croazia (bandiera)                                           | Mate Baturina                         | NK Zagabria          |
| 1998-1999 | Croazia Zagabria | Rijeka              | Hajduk Spalato       | 21             | Croazia (bandiera)                                           | Joško Popović                         | Šibenik              |
| 1999-2000 | Dinamo Zagabria  | Hajduk Spalato      | Osijek               | 21             | Croazia (bandiera)                                           | Tomislav Šokota                       | Dinamo               |
| 2000-2001 | Hajduk Spalato   | Dinamo Zagabria     | Osijek               | 20             | Croazia (bandiera)                                           | Tomislav Šokota                       | Dinamo               |
| 2001-2002 | NK Zagabria      | Hajduk Spalato      | Dinamo Zagabria      | 21             | Croazia (bandiera)                                           | Ivica Olić                            | NK Zagabria          |
| 2002-2003 | Dinamo Zagabria  | Hajduk Spalato      | Varteks Varaždin     | 16             | Croazia (bandiera)                                           | Ivica Olić                            | Dinamo               |
| 2003-2004 | Hajduk Spalato   | Dinamo Zagabria     | Rijeka               | 18             | Croazia (bandiera)                                           | Robert Špehar                         | Osijek               |
| 2004-2005 | Hajduk Spalato   | Inter Zaprešić      | NK Zagabria          | 17             | Croazia (bandiera)                                           | Tomislav Erceg                        | Rijeka               |
| 2005-2006 | Dinamo Zagabria  | Rijeka              | Varteks Varaždin     | 22             | Croazia (bandiera)                                           | Ivan Bošnjak                          | Dinamo               |
| 2006-2007 | Dinamo Zagabria  | Hajduk Spalato      | NK Zagabria          | 34             | Croazia (bandiera)                                           | Eduardo Alves da Silva                | Dinamo               |
| 2007-2008 | Dinamo Zagabria  | Slaven Belupo       | Osijek               | 21             | Bosnia ed Erzegovina (bandiera)                              | Želimir Terkeš                        | Zara                 |
| 2008-2009 | Dinamo Zagabria  | Hajduk Spalato      | Rijeka               | 16             | Croazia (bandiera)                                           | Mario Mandžukić                       | Dinamo               |
| 2009-2010 | Dinamo Zagabria  | Hajduk Spalato      | Cibalia              | 18             | Croazia (bandiera)                                           | Davor Vugrinec                        | NK Zagabria          |
| 2010-2011 | Dinamo Zagabria  | Hajduk Spalato      | RNK Spalato          | 19             | Croazia (bandiera)                                           | Ivan Krstanović                       | NK Zagabria          |
| 2011-2012 | Dinamo Zagabria  | Hajduk Spalato      | Slaven Belupo        | 15             | Montenegro (bandiera)                                        | Fatos Bećiraj                         | Dinamo               |
| 2012-2013 | Dinamo Zagabria  | Lokomotiva Zagabria | Rijeka               | 19             | Croazia (bandiera)                                           | Leon Benko                            | Rijeka               |
| 2013-2014 | Dinamo Zagabria  | Rijeka              | Hajduk Spalato       | 22             | Croazia (bandiera)                                           | Duje Čop                              | Dinamo               |
| 2014-2015 | Dinamo Zagabria  | Rijeka              | Hajduk Spalato       | 21             | Croazia (bandiera) · Cile (bandiera)                         | Andrej Kramarić Ángelo Henríquez      | Rijeka Dinamo        |
| 2015-2016 | Dinamo Zagabria  | Rijeka              | Hajduk Spalato       | 25             | Macedonia del Nord (bandiera)                                | Ilija Nestorovski                     | Inter Zaprešić       |
| 2016-2017 | Rijeka           | Dinamo Zagabria     | Hajduk Spalato       | 18             | Ungheria (bandiera)                                          | Márkó Futács                          | Hajduk               |
| 2017-2018 | Dinamo Zagabria  | Rijeka              | Hajduk Spalato       | 17             | Algeria (bandiera)                                           | Hillal Soudani                        | Dinamo               |
| 2018-2019 | Dinamo Zagabria  | Rijeka              | Osijek               | 19             | Croazia (bandiera)                                           | Mijo Caktaš                           | Hajduk               |
| 2019-2020 | Dinamo Zagabria  | Lokomotiva Zagabria | Rijeka               | 20             | Croazia (bandiera) · Croazia (bandiera) · Croazia (bandiera) | Mirko Marić Mijo Caktaš Antonio Čolak | Osijek Hajduk Rijeka |
| 2020-2021 | Dinamo Zagabria  | Osijek              | Rijeka               | 22             | Argentina (bandiera)                                         | Ramón Miérez                          | Osijek               |
| 2021-2022 | Dinamo Zagabria  | Hajduk Spalato      | Osijek               | 28             | Croazia (bandiera)                                           | Marko Livaja                          | Hajduk               |
| 2022-2023 | Dinamo Zagabria  | Hajduk Spalato      | Osijek               | 16             | Croazia (bandiera)                                           | Marko Livaja                          | Hajduk               |
| 2023-2024 | Dinamo Zagabria  | Rijeka              | Hajduk Spalato       | 14             | Argentina (bandiera)                                         | Ramón Miérez                          | Osijek               |
| 2024-2025 | Rijeka           | Dinamo Zagabria     | Hajduk Spalato       | 19             | Croazia (bandiera)                                           | Marko Livaja                          | Hajduk               |

## Statistiche squadre

### Piazzamenti
| Club                 | Vittorie | 2° | 3° | Stagioni |
| -------------------- | -------- | -- | -- | --- |
| Dinamo Zagabria      | 25       | 5  | 2  | 1993, 1996, 1997, 1998, 1999, 2000, 2003, 2006, 2007, 2008, 2009, 2010, 2011, 2012, 2013, 2014, 2015, 2016, 2018, 2019, 2020, 2021, 2022, 2023, 2024 |
| Hajduk Spalato       | 6        | 13 | 8  | 1992, 1994, 1995, 2001, 2004, 2005 |
| Rijeka               | 2        | 8  | 5  | 2017, 2025 |
| NK Zagabria          | 1        | 2  | 3  | 2002 |
| Lokomotiva Zagabria  | -        | 2  | -  | --- |
| Osijek               | -        | 1  | 8  | --- |
| Slaven Belupo        | -        | 1  | 1  | --- |
| Inter Zaprešić       | -        | 1  | -  | --- |
| Varteks Varaždin     | -        | -  | 3  | --- |
| Hrvatski Dragovoljac | -        | -  | 1  | --- |
| Cibalia              | -        | -  | 1  | --- |
| RNK Spalato          | -        | -  | 1  | --- |

### Campionati vinti
| Club               | Croazia dal 1992 | Croazia prima del 1992 | Campionati jugoslavi | Totale |
| ------------------ | ---------------- | ---------------------- | -------------------- | ------ |
| Dinamo Zagabria    | 25               | —                      | 4                    | 29     |
| Hajduk Spalato     | 6                | 3                      | 9                    | 18     |
| Građanski Zagabria | —                | 3                      | 5                    | 8      |
| Concordia Zagabria | —                | 1                      | 2                    | 3      |
| HAŠK Zagabria      | —                | 1                      | 1                    | 2      |
| Rijeka             | 2                | —                      | —                    | 2      |
| NK Zagabria        | 1                | —                      | —                    | 1      |
| Inker Zaprešić     | —                | 1                      | —                    | 1      |